# جيلا
مدينة الأعمدة (Gela جيلا)، مدينة إيطالية تقع على الساحل الجنوبي في صقلية وتعتبر المركز الزراعي والصناعي والتجاري بمينائها المهم الأهم في قلعة النساء، وأكبر مدنها حيث يبلغ عدد سكانها 77.260 نسمة، تبعد عن مدينة قلعة النساء حوالي 84 كم جنوبا، على ساحل قناة صقلية في البحر المتوسط، غرب مصب نهر جيلا.
أحد أهم الصناعات الموجودة هنا هي مصفاة نفطية. يمكن الوصول إلى المدينة من المدن الأخرى مثل سرقوسة وقلعة النساء بالقطار.

## السكان
في سنة 1861 بلغ عدد السكان 13٬754 نسمة، وتطور العدد ليصل في سنة 2011 لـ 75٬668 نسمة.
يظهر هذا المخطط البياني تطور النمو السكاني لـ جيلا

## التاريخ

### جيلا القديمة
أسست من قبل مستعمرين جاؤوا من جزيرتي رودس وإقريطش عام 688 ق.م، أي 45 سنة بعد سرقوسة. سميت المدينة بهذا الاسم بعد نهر جيلا. كان للإغريق الكثير المستعمرات في جنوب إيطاليا، وكان لهم تأثير فاعل في هذا المنطقة لقرون عديدة. ازدهرت جيلا وبعد قرن واحد فقط، أسست مجموعة من جيليين مستعمرة جرجنت. ولكن التوسع أدى إلى أضرار اقتصادية واجتماعية حادة، اضطرت عوام السكان لمغادرة المدينة والإقامة في ماكتوريون القريبة. لكن حدثت ثورة معارضة قادها كاهن ديانا الكبير وعاد العوام المبعدين إلى جيلا.

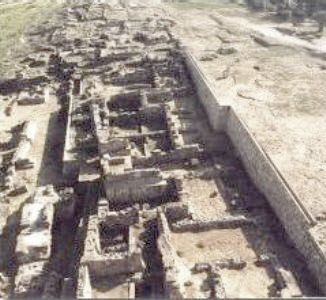
مطاحن هوائية أثرية

ولمدة أكثر من قرن لم ترد أي إشارة إلى السياسة الداخلية في المدينة القديمة، حتى أشار المؤرخون إلى الطاغية كلياندر والذي حكم جيلا بين عامي 505 ق.م و 498 ق.م. وبعد موته انتقلت السلطة إلى أخيه هيبوقراط، الذي استولى على كاليبولي، لنتيني، ناكسوس، هيرجيتيوس، وزانكليس مسينة الحالية. تمكنت فقط سرقوسة من النجاة التوسيع الجيلي وبمساعدة المدينتين المستعمرتين لها سابقا كورنث وكوسيرا (كورفو). عندما تمردت كامارينا المستعمرة السرقوسية في عام 492 ق.م. تدخل هيبوقراط لشن حرب ضد سرقوسة، وبعد أن هزم الجيش السرقوسي في نهر هيلوروس حاصر المدينة. لكن في النهاية اقتنع بالتراجع مقابل امتلاك كامارينا. خسر الطاغية حياته في عام 491 ق.م في معركة ضد السيكوليين سكان صقلية الأصليين.
خلف جيلو هيبوقراط، الذي فتح سرقوسة عام 484 ق.م. ونقل مقر حكومته إليها، وأُعطي لشقيقه هييرو الأول السيطرة على جيلا. عندما غزا ثيرون من جرجنت هيميرا ونزل الجيش القرطاجي في صقلية للتصدي له، طلب المساعدة من جيلا وسرقوسة، انتصر جيلو وهيرو في معركة هيميرا اللاحقة والتي قتل فيها القائد القرطاجي هاميلكار .
بعد وفاة جيلو 478 ق.م. وانتقال هييرو إلى سرقوسة، تاركا جيلا لبوليزيلوس، منذئذ أصبح تاريخ المدينة غير مؤكد، وقيل أن المواطنين حرروا أنفسهم من حكم الطغاة وأقاموا حكومة ديمقراطية.
في هذه الفترة عاد العديد من الجليين من سرقوسة، واستعادت المدينة جزءا من قوتها، توفي أيشيلوس في هذه المدينة عام 456 ق.م. وكانت جيلا على رأس الرابطة الصقلية التي صدت اثينييسي محاولة أثينية لاحتلال الجزيرة في عام 424 ق.م.
عام 406 ق.م غزا القرطاجيون جرجنت ودمرها بالكامل، طلبت جيلا المساعدة من ديونيسيوس الأول طاغية سرقوسة، ولكن ولأسباب غير معروفة لم يصل الدعم في الوقت المناسب، وتحولت جيلا إلى أطلال ونهبت كنوزها 405 ق.م. لجأ الناجون إلى سرقوسة وعادوا إلى ديارهم عام 397 ق.م. وانضموا إلى ديونيسيوس الثاني في نضاله ضد الغزاة، وشهدوا إقرار استقلالهم في عام 383 ق.م.
تحت حكم أغاثوكليس 317 - 289 ق.م. عانت المدينة مرة أخرى من الصراع الداخلي بين عموم السكان والأرستقراطيون. وعندما وصل القرطاجيون عام 311 ق.م. واجهوا مقاومة بسيطة واستولوا على المدينة بدعم من الأرستقراطيون. دمّر فينتياس من جرجنت جيلا بقسوة وسحق قوتها إلى الأبد في عام 282 ق.م. وهو الذي كان قد أسس مدينة قرب لنبياذة الحالية.

### جيلا في العصور الرومانية والبيزنطية والوسطى

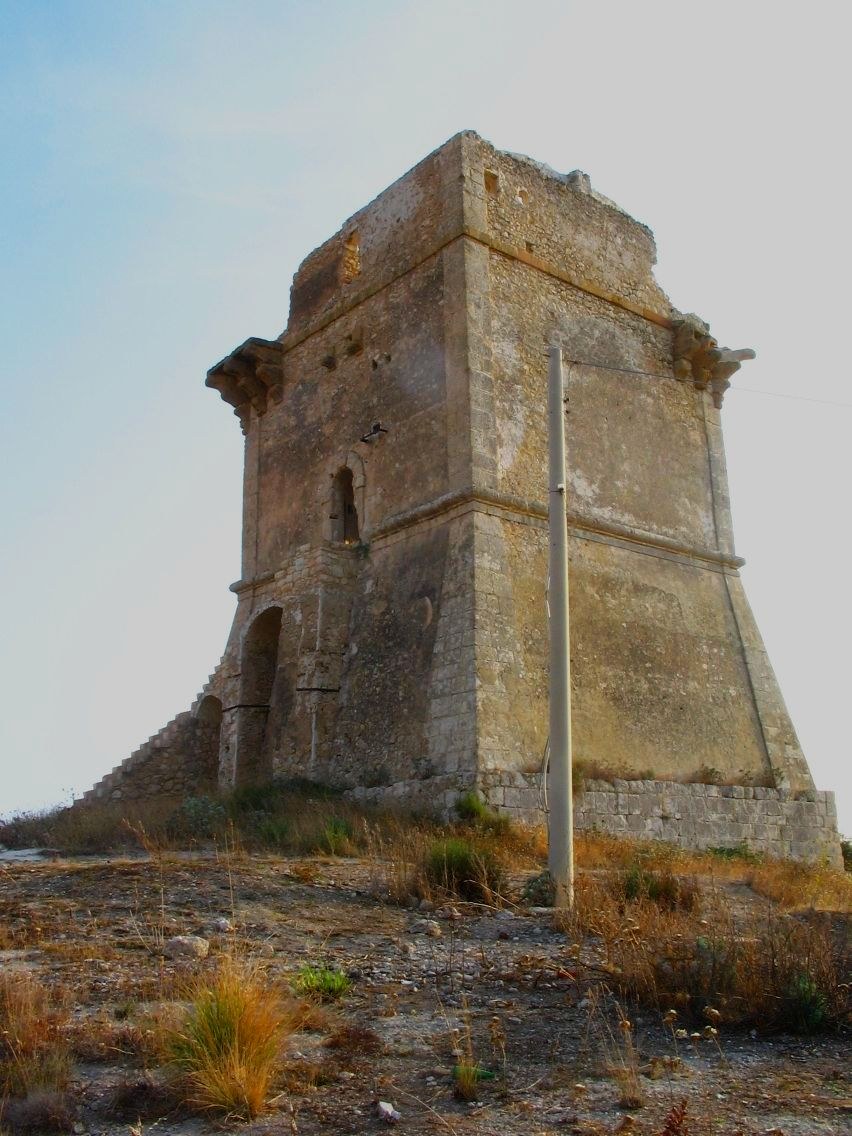
برج مانفريا يعد إلى عام 1549

تحت سيطرة الرومان كانت لا تزال قائمة كمستوطنة صغيرة، وهي التي ذكرها فيرجيل وبليني الأكبر وشيشرون وسترابو. ثم كانت مركز بيزنطي صغير. وتحت الحكم العربي كانت تعرف بـ «مدينة الأعمدة».
المدينة اللاحقة تأسست في عام 1233 من قبل فريدريك الثاني تحت اسم ترنوبة Terranova والذي ظلت معروفة به حتى عام 1928. المستوطنة الجديدة غرب جيلا القديمة زودت بقلعة وبخط أسوار. وكانت تيرانوفا تعرف أيضا باسم هِرَقْلHeracles، وظلت حيازتها ملكية حتى عام 1369، عندما سلمها الملك فريدريك الثالث من أراغون إلى مانفريدي كيارامونتي الثالث. بيد أنها في عام 1401 صودرت بعد خيانة أندريا كيارامونتي، وأحيلت لعدة إقطاعيين أراغونيين. عام 1530 استحدث لقب ماركيز تيرانوفا من أجل جوفاني تاليافيا أراغونا، وحصل ابنه كارلو عام 1561 على لقب دوق. حكم آل تيرانوفا أراغونا المدينة حتى عام 1640، عندما أعطى زواج جوفانا تاليافيا أراغونا وإتوري بينياتيلي ملكيتها إلى عائلة هذا الأخير. وحكم آل بينياتيلي الإقطاعية حتى عام 1812.

### جيلا الحديثة

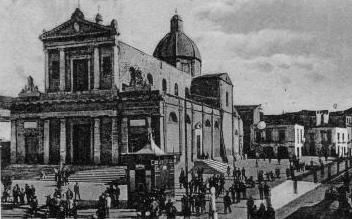
كاتدرائية المدينة بدايات القرن العشرين

أعيد تسميتها إلى تَرَّنُوبة Terranova di Sicilia، وأرجع لها اسمها السابق جيلا في عام 1927.
أثناء غزو الحلفاء لصقلية في الحرب العالمية الثانية، قاموا بصد هجوم مضاد مدرع إيطالي ألماني في جيلا في يوليو تموز 1943.
وبعد الحرب بنيت مصفاة كبيرة لتكرير النفط على أراضي جيلا، كجزء من خطة إنريكو ماتيي للتوسيع الصناعي. حاول هذا التحرك مساعدة اقتصاد المنطقة، ولكنه سبب بدلاً من ذلك ضرر كبير على مظهر المنطقة البصري وسمعتها السياحية. برنامج البناء الفوضوي الذي نفّذ في ظل عدم وجود عملية تخطيط، أوجد مشاكل اجتماعية مستعصية.
شهدت المنطقة في الثمانينات زيادة في قوة منظمة ستيدا المافيوية، والتي كانت ضالعة في سلسلة طويلة من العنف والقتل. وفي ديسمبر / كانون الأول 2001 وكجزء من عملية واسعة لمكافحة المافيا يقودها درك المقاطعة، نفذت 88 مذكرة اعتقال ووجد أن عدد من الشركات تورطت مع عشيرة مافيا جيلا (رينزيفيلو Rinzivillo) في أعمال تبييض الأموال والإتجار بالمخدرات. نفوذ المافيا القوي في المدينة هو المسؤول جزئيا عن ضعف السياحة في جيلا، مع محاولات للإستثمار في صناعة السياحة المحلية (من خلال إنشاء الفنادق إلخ) توقفت بصورة متكررة وغامضة.
حديثا حسّن برنامج تطوير وإنماء الوضع في المدينة بعض الشيء. وقد فتحت جامعتا قطانية وبلرم قد فروعا في جيلا، وتم ترميم المركز التاريخي فضلا عن المنطقة الأثرية والواجهة البحرية وكاستيلوتشو.

## معرض الصور

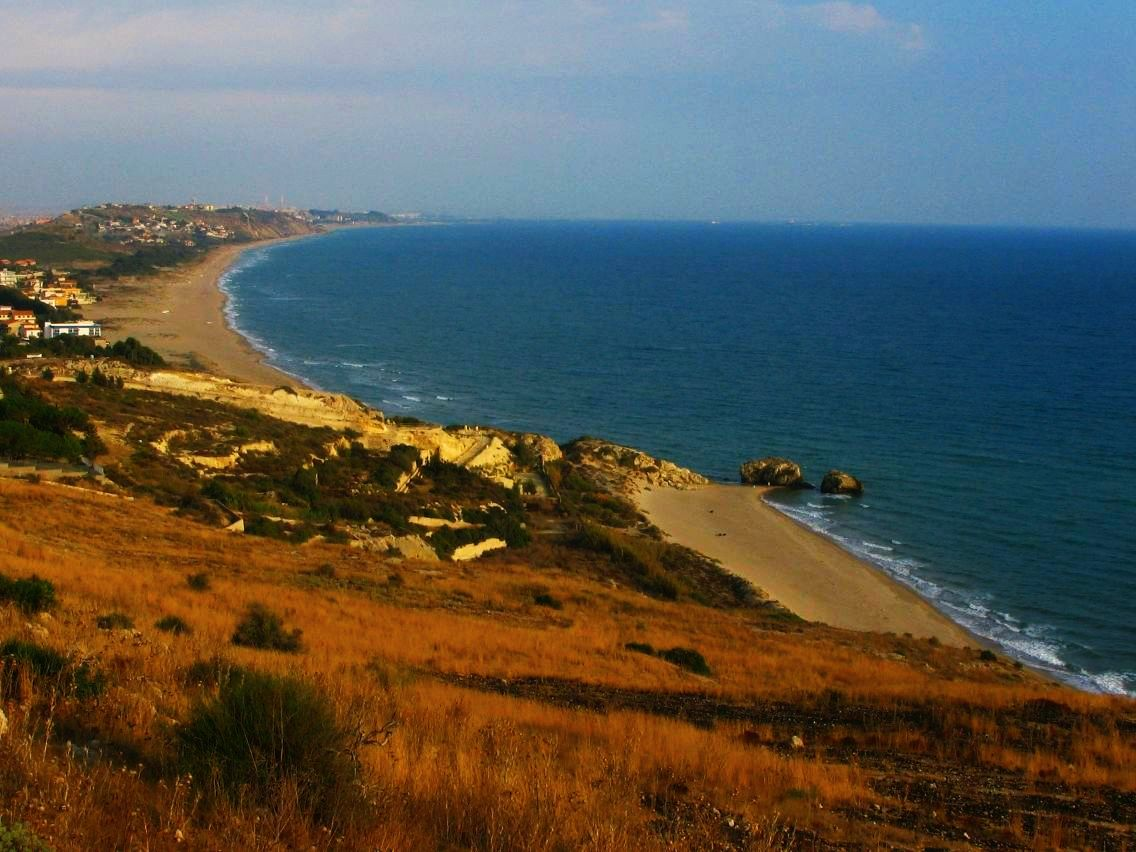
ساحل جيلا (مدينة الأعمدة)
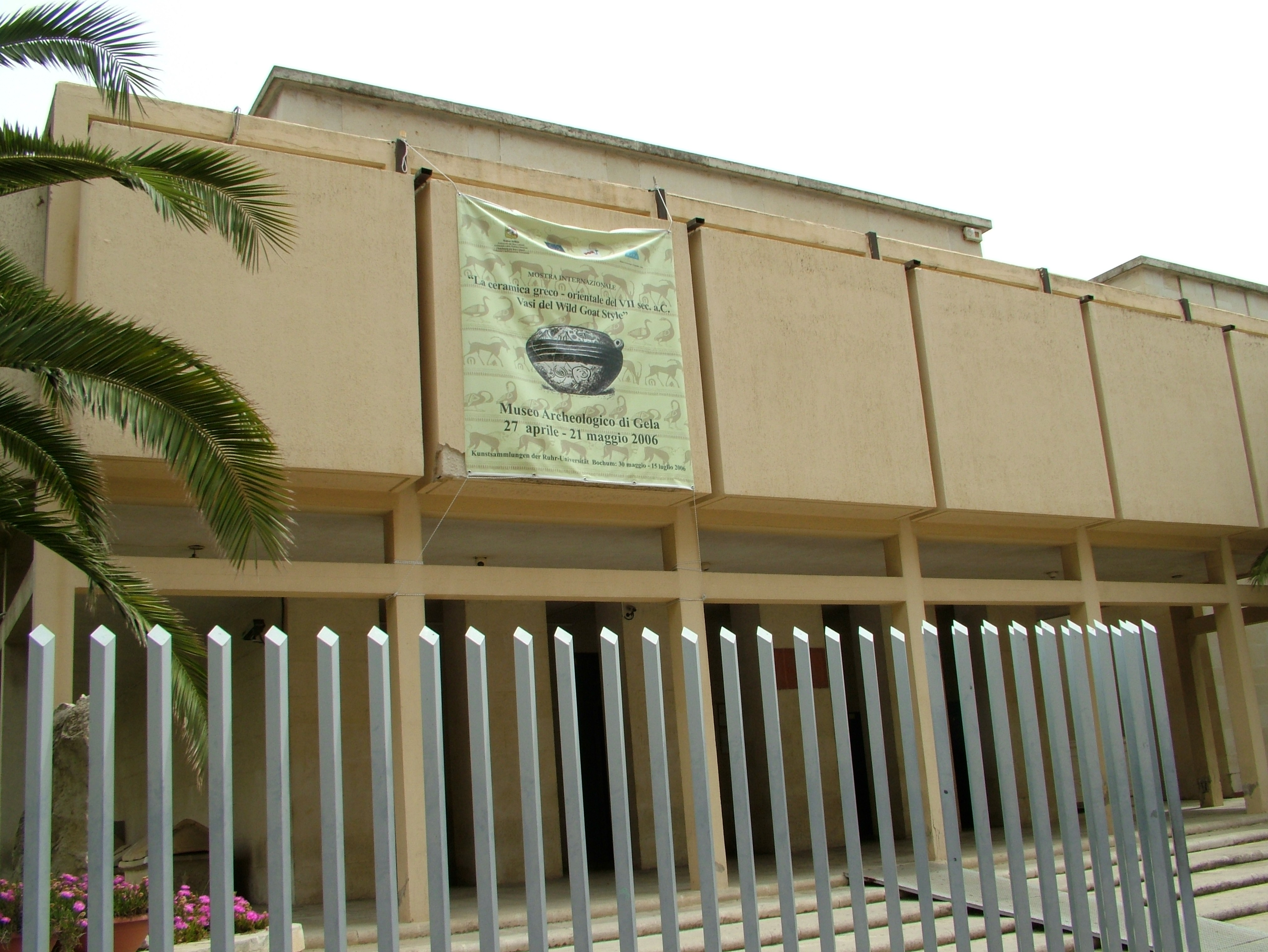
المتحف الإقليمي
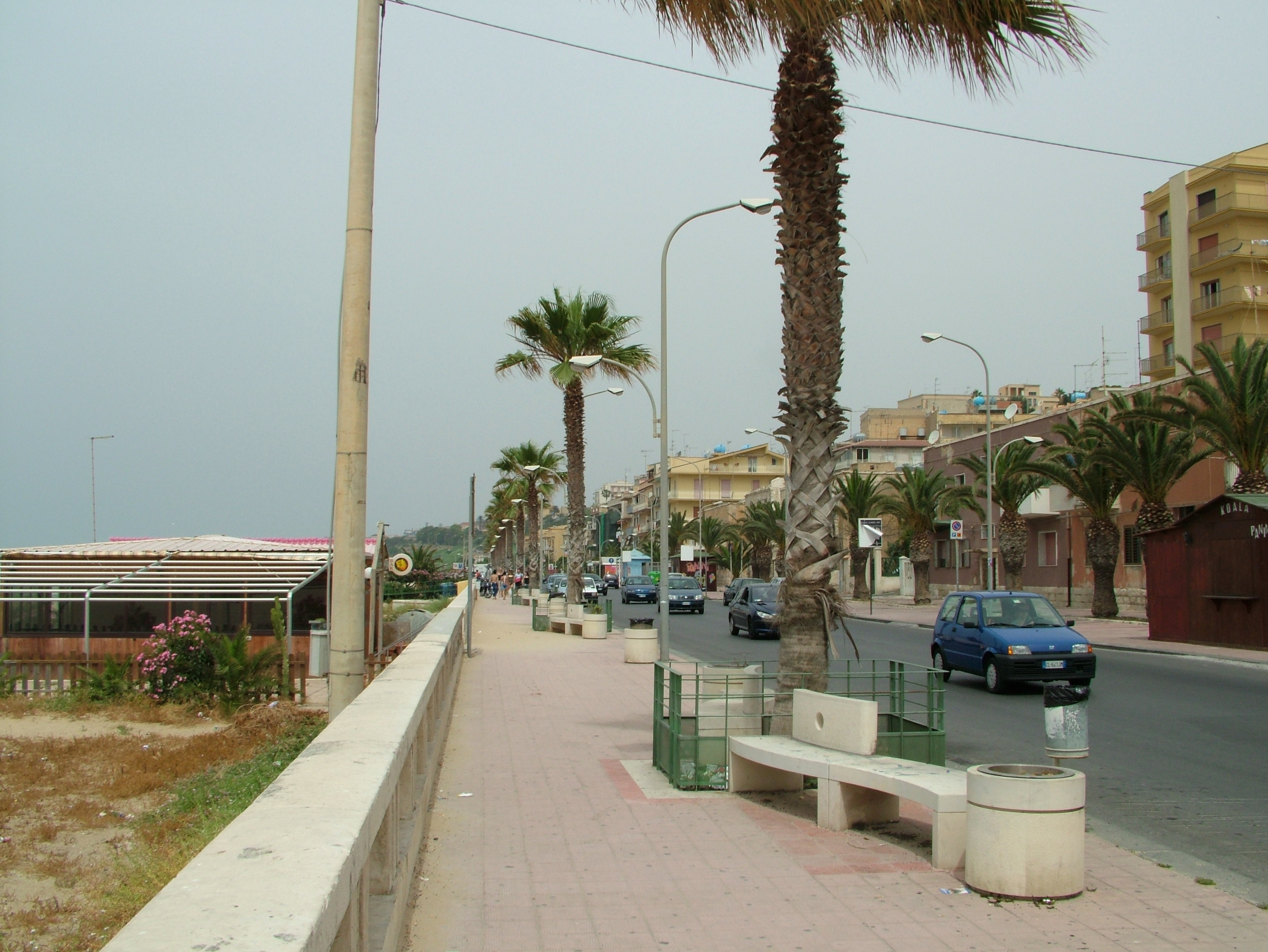
كورنيش جيلا (مدينة الأعمدة)

1. ↑  "Superficie di Comuni Province e Regioni italiane al 9 ottobre 2011" (بالإيطالية). Istituto nazionale di statistica. Retrieved 2019-03-16.
2. ↑   https://demo.istat.it/?l=it. {{استشهاد ويب}}: |url= بحاجة لعنوان (مساعدة) والوسيط |title= غير موجود أو فارغ (من ويكي بيانات) (مساعدة)
3. ↑  GeoNames (بالإنجليزية), 2005, QID:Q830106
4. ↑  بيانات من موقع ISTAT - Istituto nazionale di statistica (ISTAT);  اطلع عليه بتاريخ 28-12-2012. "نسخة مؤرشفة". مؤرشف من الأصل في 2019-08-03. اطلع عليه بتاريخ 2020-02-06.{{استشهاد ويب}}:  صيانة الاستشهاد: BOT: original URL status unknown (link)